# Jauschew

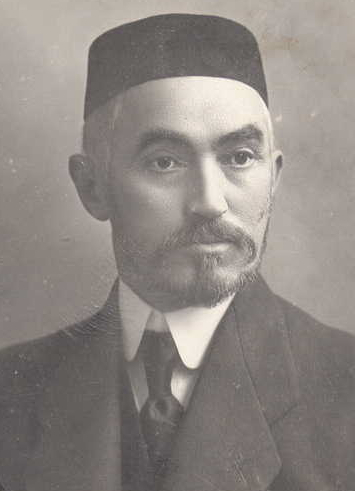
Mullagali Jauschew (1864–1927)

Jauschew (Tatarisch: Яушевлар, Russisch: Яушевы; auch Yauschew) ist der Name einer tatarischen adeligen und kaufmännischen Familie.

## Geschichte
Der Familienname stammt von dem 1552 bei der Schlacht von Kasan erwähnten tatarischen Kriegsherren Jausch.
Nach der Eroberung des Khanats Kasan durch das Zarentum Russland wurden die Jauschews zu russischen Adeligen und Grundbesitzern. Zu Zeiten des Peter des Großen wurde der Familie ihre Privilegien und ihr Adelstitel wegen der Weigerung, zum orthodoxen Christentum vom Islam zu konvertieren, entzogen. Später gelang es manchen Zweigen der Familie ihren Titel wiederherzustellen.

## Kaufmännische Familie
Ein jüngerer Zweig der größeren Familie Jauschew wurde im 19. Jahrhundert zu einer im Südural und Zentralasien bekannten Dynastie von Kaufleuten und Mäzen. Die Kaufmännische Familie wurde im frühen 19. Jahrhundert von Gajssa Jauschew (1790–1870) gegründet. Das Familiengeschäft wurde später von seinem Sohn Achmedschan Jauschew (1840–1906) und seinen Enkeln Abdulwali Jauschew (1840–1906) und Mullagali Jauschew (1864–1927) geleitet. Die Familienfirma war Anfang des 20. Jahrhunderts als das Handelshaus der Brüder Jauschew (Russisch: Торговый дом “Братья Яушевы”) bekannt.
Der Familie Jauschew gehörten Handelspassagen in Tscheljabinsk, Troizk, Qostanai und Taschkent sowie mehrere kleinere Geschäfte und Läden im Südural und Zeitralasien, zusammen mit Manufakturen, Baumwolleanbau und anderen landwirtschaftlichen Unternehmen auf den Gebieten der heutigen Russlands, Usbekistans, Kasachstans, Kirgisistans und Westchinas.
Die Jauschews waren prominente Vertreter des Dschadidismus, einer islamischen Reformbewegung im Russischen Reich. Sie finanzierten moslemische Schulen und den Bau einiger Moscheen, darunter der Maral-Ischan-Moschee in Qostanai.
Nach der Oktoberrevolution wurde das Eigentum der Jauschews von dem bolschewistischen Regime nationalisiert. Vertreter der Familie gingen ins Ausland nach Japan, China, Amerika und Westeuropa. Manche Familienmitglieder, darunter Mullagali Jauschew, der letzte Leiter der Familienfirma, kehrten später in die Sowjetunion zurück.

### Mit der kaufmännischen Familie Jauschew verbundene Architekturdenkmäler

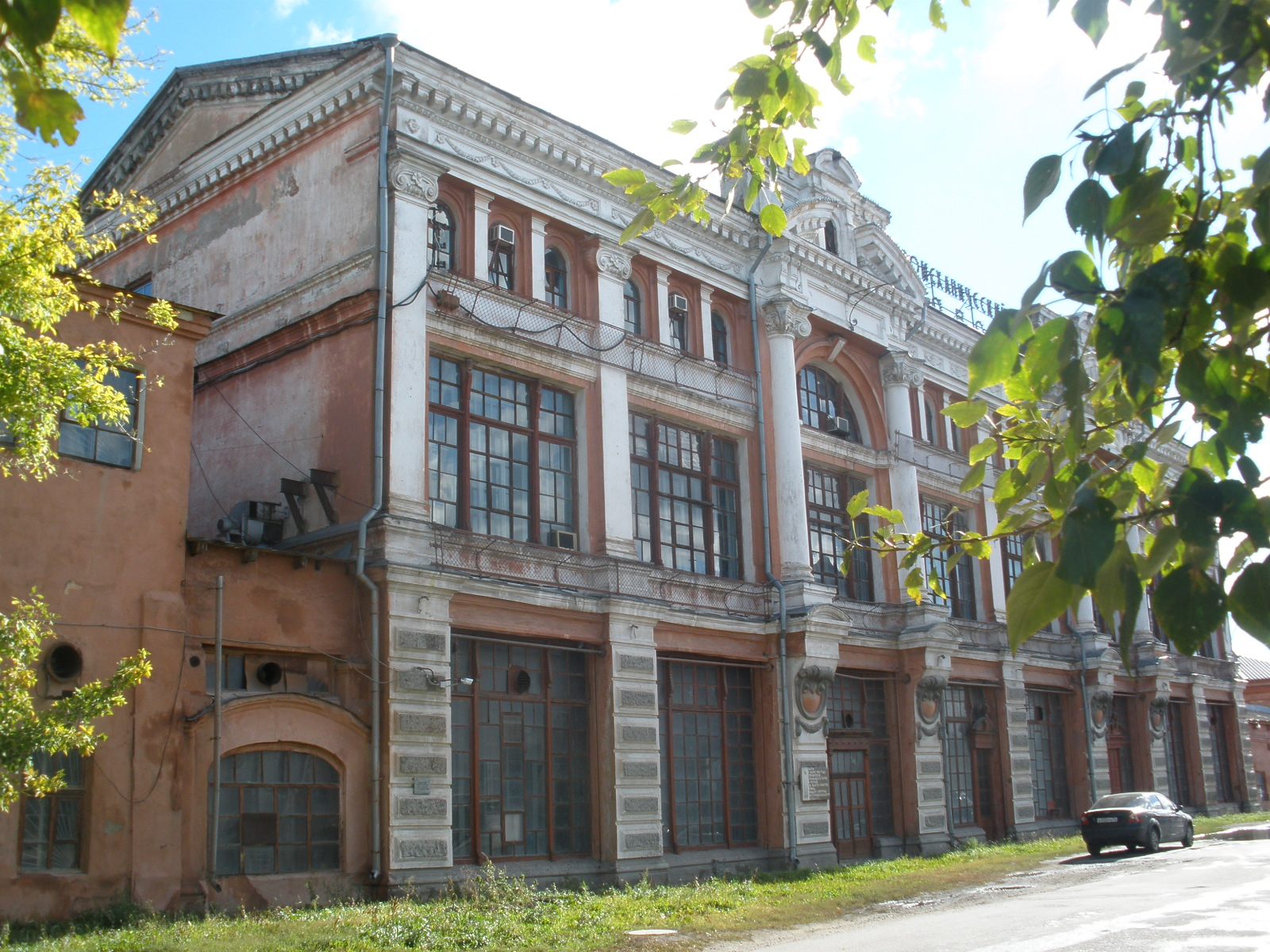
Handelspassage der Gebrüder Jauschew in Troizk, gebaut 1908–1911
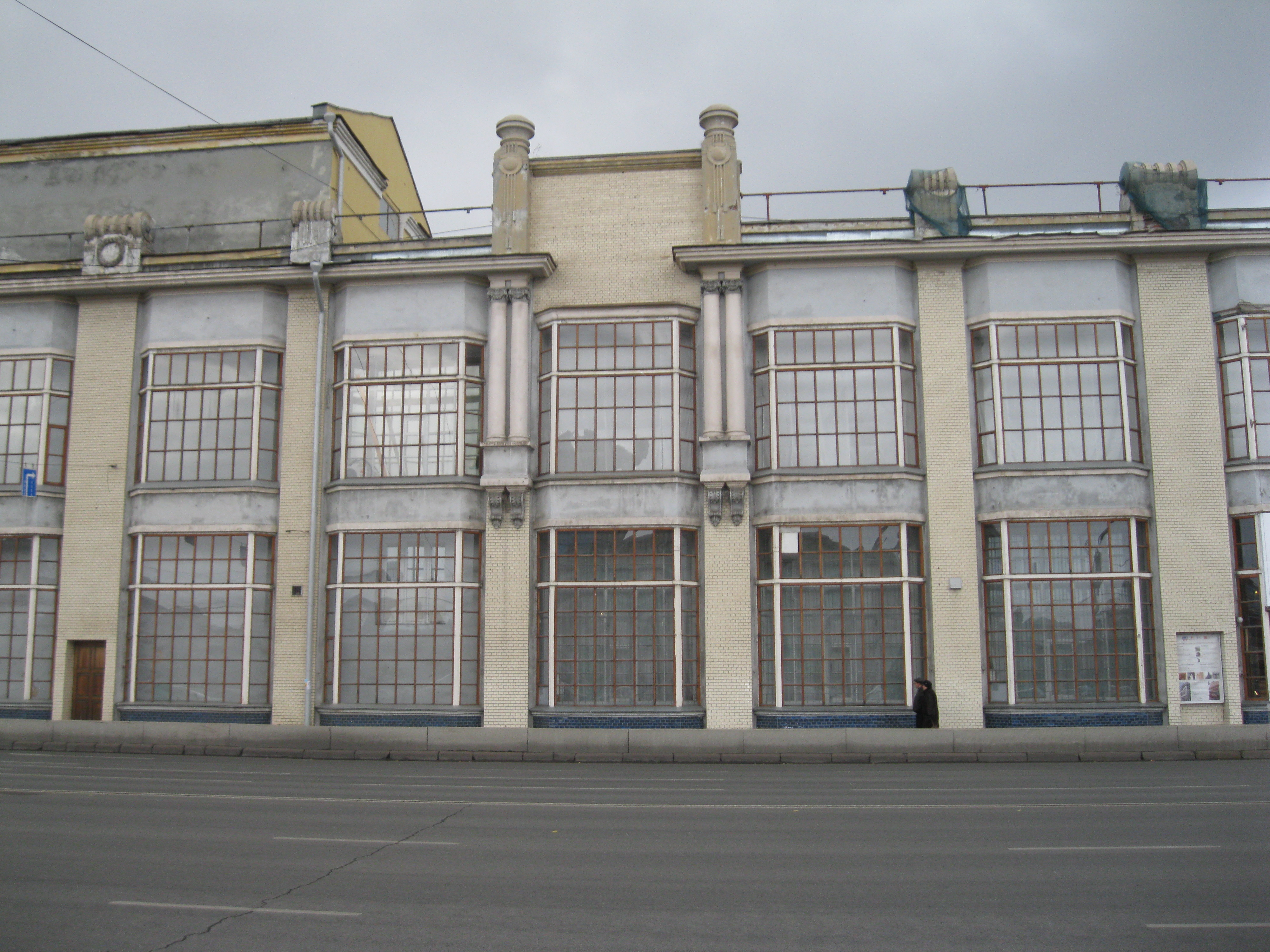
Handelspassage der Gebrüder Jauschew in Tscheljabinsk, gebaut 1912–1913
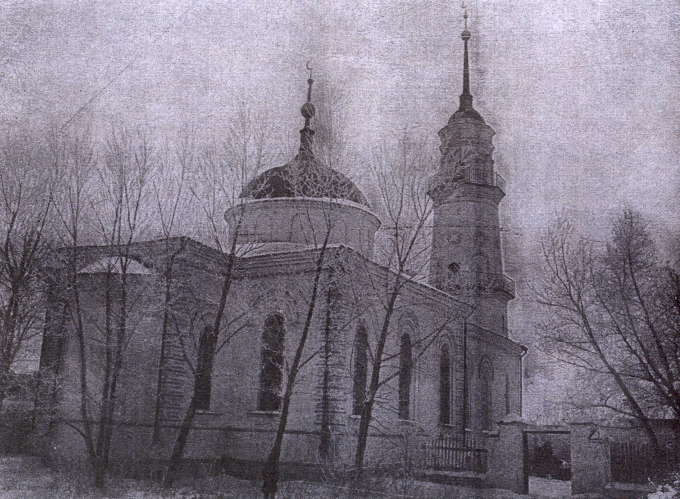
Sajnulla-Rassulew-Moschee in Troizk, Bau finanziert von Gaissa Jauschew in den Jahren 1863–1864
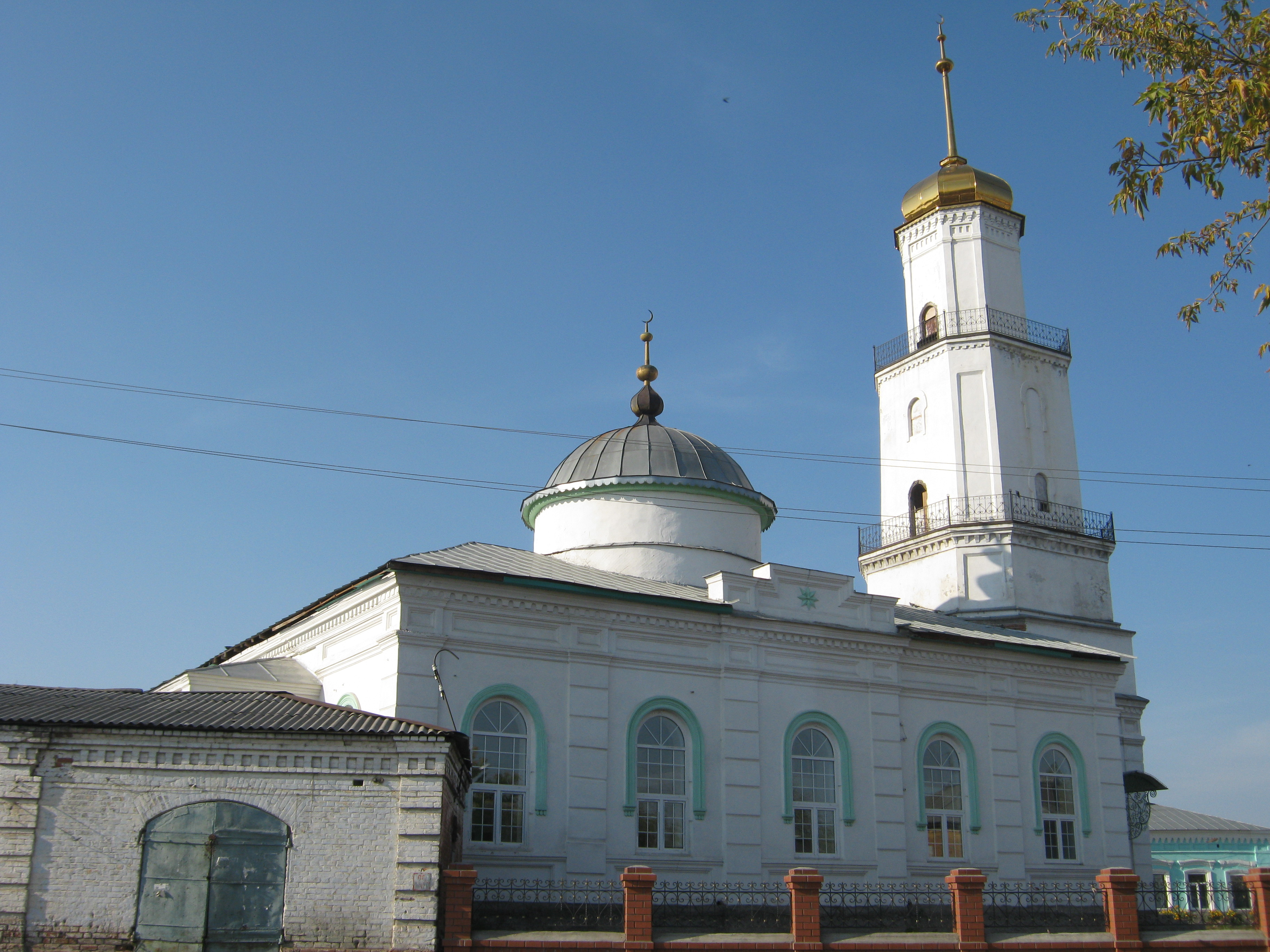
Gataulla-Mulla-Moschee in Troizk, Bau finanziert con Abdulwali Jauschew in den Jahren 1894–1895
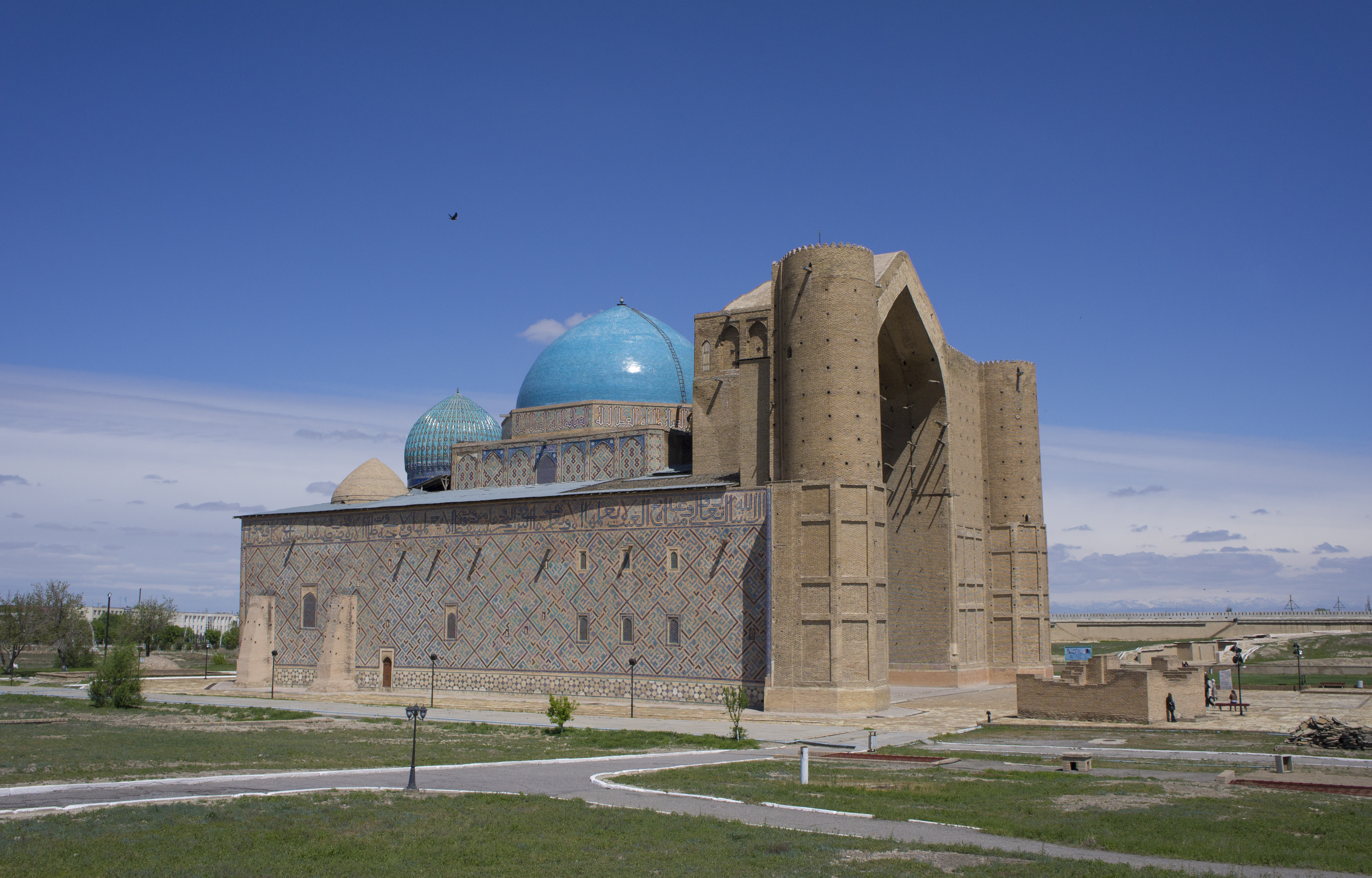
Mausoleum von Hodscha Ahmad Yasawi, Reparaturarbeiten finanziert von der Familie Jauschew, 1899
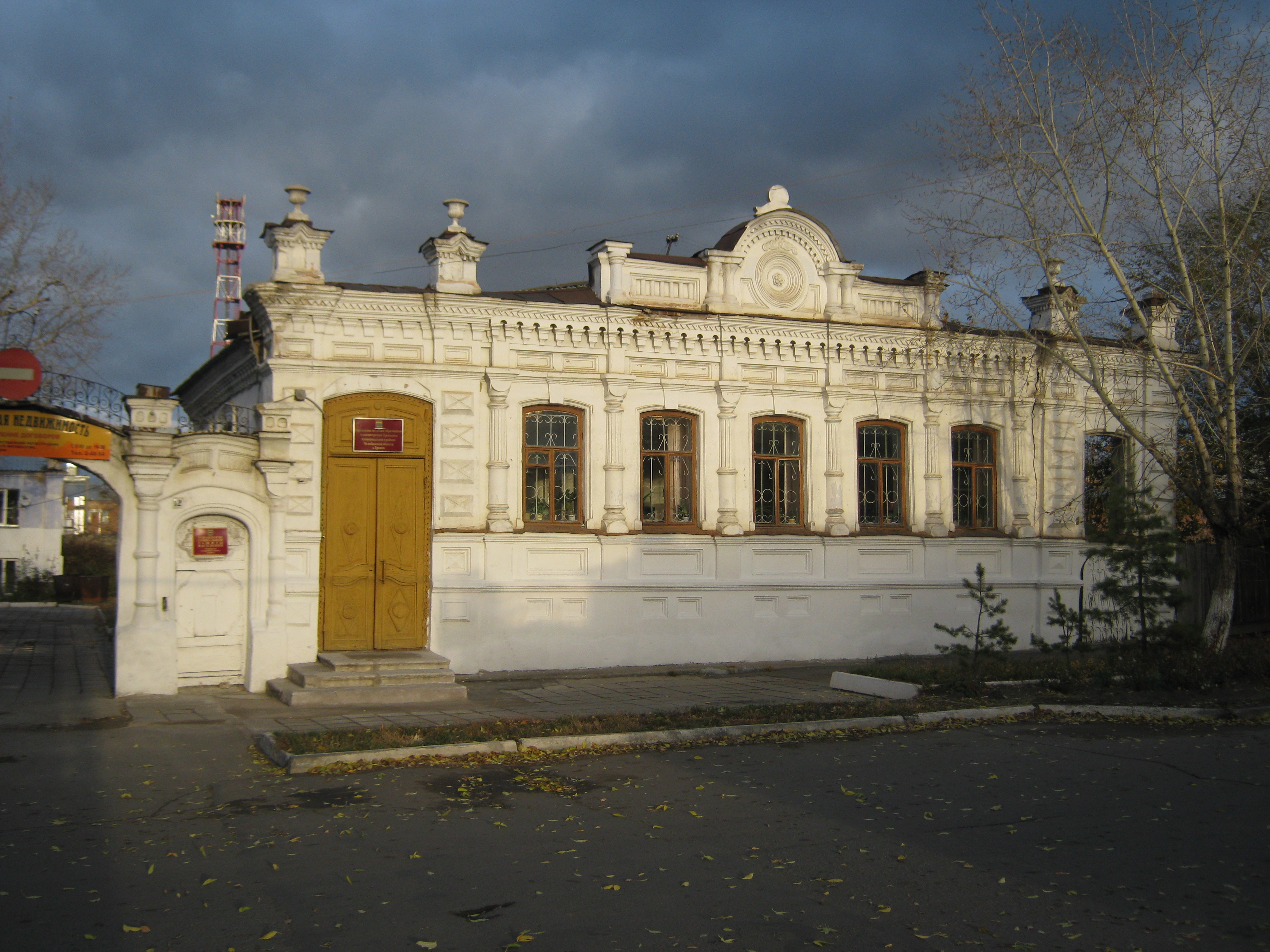
Ein der Familie Jauschew gehörendes Haus in Troizk

## Bekannte Vertreter und Nachkommen
- Farid Sejful-Muljukow, sowjetischer Fernsehjournalist, Enkel von Mullagali Jauschew
- Faticha Aitowa, Tochter von Abdulwali Jauschew, Gründerin des ersten moslemischen Mädchengymnasiums in Kasan